# Apocalipse 16
Apocalipse 16 (ou APC 16) est un groupe brésilien de hip-hop chrétien, originaire de São Paulo, dans l'État de São Paulo, actif ente 1996 et 2011.

## Histoire
Le groupe est l'un des pionniers du hip-hop chrétien au Brésil, se produisant également avec divers rappeurs et groupes de la scène non religieuse, tels que Racionais MC's, Facção Central, Rappin' Hood, Xis, Thaíde, Exaltasamba, ainsi qu'avec des groupes de gospel soul et de musique noire, tels que Templo Soul et FLG. Au début de leur carrière, APC 16 sort sur le label Cosa Nostra de Racionais et ouvre les concerts du groupe, y compris une performance de Pregador Luo lors des VMB Awards en 1998. Plus tard, ils lancent le label discographique indépendant 7 Taças, publiant des noms de la scène chrétienne avant de redevenir exclusif au groupe.
Avec des paroles et des témoignages sociaux, le groupe est acclamé par le public et la critique avec son deuxième album, 2ª Vinda, A Cura, sorti en 2000. L'année suivante, ce projet est élu meilleur album de l'année par le Prêmio Hutúz, à l'époque la plus haute récompense du hip-hop brésilien. Le morceau Muita Treta, qui traite de la corruption, révèle le groupe sur la scène nationale. En 2006, le groupe enregistre son premier DVD, Ao Vivo.
La formation initiale, avec Luo, Charles et Betico, est considérée comme l'âge d'or du groupe par de nombreux fans. Après le départ des membres originaux, Pregador Luo poursuit le projet avec la collaboration de divers musiciens, tels que Rogério Sarralheiro, Silvera, Lito Atalaia, Luciano Claw et Professor Pablo, dont beaucoup sont publiés par 7T.

## Discographie

### Albums studio
- 1998 : Arrependa-se
- 2000 : 2ª Vinda, A Cura
- 2005 : D'Alma
- 2006 : Apocalipse 16 e Templo Soul (avec Templo Soul)
- 2007 : Pregador Luo Apresenta: 7T SP
- 2010 : Árvore de Bons Frutos

### Compilations
- 2001 : Antigas Idéias, Novos Adeptos
- 2006 : 10 Anos – Edição Comemorativa

### Albums live
- 2006 : Ao Vivo

## Clips
- 2006 : Ao Vivo (DVD)
- 2010 : Árvore de Bons Frutos (DVD)

## Distinctions
| Année | Prix         | Catégorie                                        | Réf   |
| ----- | ------------ | ------------------------------------------------ | ----- |
| 2001  | Prêmio Hutúz | Album de l'année                                 | [ 6 ] |
| 2001  | Prêmio Hutúz | Groupe ou artiste gospel                         | [ 6 ] |
| 2002  | Prêmio Hutúz | Groupe ou artiste gospel                         | [ 7 ] |
| 2009  | Prêmio Hutúz | Meilleur groupe ou artiste gospel de la décennie | [ 8 ] |